# 賈奈特區
24°33′N 9°29′E / 24.550°N 9.483°E

賈奈特區（阿拉伯语：‎），是阿爾及利亞的行政區，位於該國東南部，由伊利濟省負責管轄，首府設於賈奈特，面積86平方公里，2008年人口17,618，人口密度每平方公里0.2人。